# Sclerosomatidae
Los esclerosomátidos (Sclerosomatidae) son una familia de Opiliones del suborden Eupnoi que comprende alrededor de 1.300 especies. El nombre proviene del griego skleros "duro" y soma "cuerpo". Los individuos poseen toda clase de colores, desde claros a oscuros, y diseños en colores metálicos tanto dorsales como ventrales; tienen un dimorfismo sexual marcado por las diferencias de diseño entre machos y hembras, además del hecho que los machos son de menor tamaño y poseen los escleritos del cuerpo mucho más juntos entre sí.
El grupo se subdivide en 4 subfamilias: Gagrellinae, Gyantinae Leiobuninae y Sclerosomatinae. En América tanto Norte, Centro y Sur, incluyendo las Antillas se encuentran Gagrellinae y Leiobuninae. Gagrellinae se encuentra fuera de América solo en Asia. Mientras que en Europa, África y Asia se encuentran Gyantinae, Leiobuninae y Sclerosomatinae.

## Géneros
- Subfamilia Gagrellinae Thorell, 1889

- Abaetetuba Tourinho-Davis, 2004
- Adungrella Roewer, 1955
- Akalpia Roewer, 1915
- Altobunus Roewer, 1910
- Amazonesia Soares, 1970
- Antigrella Roewer, 1954
- Aurivilliola Roewer, 1910
- Azucarella Roewer, 1959
- Bakerinulus Roewer, 1955
- Bastia Roewer, 1910
- Bastioides Mello-Leitão, 1931
- Baturitia Roewer, 1931
- Biceropsis Roewer, 1935
- Bonthainia Roewer, 1913
- Bullobunus Roewer, 1910
- Caluga Roewer, 1959
- Carinobius Roewer, 1955
- Carmenia Roewer, 1915
- Carmichaelus Roewer, 1929
- Ceratobunellus Roewer, 1911
- Ceratobunoides Roewer, 1923
- Cervibunus Roewer, 1912
- Chasenella Roewer, 1955
- Chebabius Roewer, 1935
- Coonoora Roewer, 1929
- Dentobunus Roewer, 1910
- Diangathia Roewer, 1955
- Echinobunus Roewer, 1912
- Euceratobunus Roewer, 1923
- Eugagrella Roewer, 1910
- Euzaleptus Roewer, 1911
- Fesa Roewer, 1953
- Gagrella Stoliczka, 1869
- Gagrellenna Roewer, 1929
- Gagrellina Roewer, 1913
- Gagrellissa Roewer, 1931
- Gagrellopsis Sato & Suzuki, 1939
- Gagrellula Roewer, 1910
- Geaya Roewer, 1910
- Globulosoma Martens, 1987
- Guaranobunus Ringuelet, 1954
- Hamitergum Crawford, 1992
- Harmanda Roewer, 1910
- Harmandina Schenkel, 1954
- Hehoa Roewer, 1929
- Heterogagrella Roewer, 1954
- Hexazaleptus Suzuki, 1966
- Himaldroma Martens, 1987
- Himalzaleptus Martens, 1987
- Holcobunus Roewer, 1910
- Paratamboicus Mello-Leitão, 1940
- Holmbergiana Mello-Leitão, 1931
- Hologagrella Roewer, 1910
- Hypogrella Roewer, 1955
- Jussara Mello-Leitão, 1935
- Koyamaia Suzuki, 1972
- Krusa Goodnight & Goodnight, 1947
- Liopagus Chamberlin, 1916
- Marthana Thorell, 1891
- Melanopella Roewer, 1931
- Melanopula Roewer, 1929
- Metadentobunus Roewer, 1915
- Metahehoa Suzuki, 1985
- Metasyleus Roewer, 1955
- Metaverpulus Roewer, 1912
- Metazaleptus Roewer, 1912
- Microzaleptus Roewer, 1955
- Munequita Mello-Leitão, 1941
- Neogagrella Roewer, 1913
- Nepalgrella Martens, 1987
- Nepalkanchia Martens, 1990
- Obigrella Roewer, 1955
- Octozaleptus Suzuki, 1966
- Onostemma Mello-Leitão, 1938
- Oobunus Kishida, 1930
- Orissula Roewer, 1955
- Padangrella Roewer, 1954
- Palniella Roewer, 1929
- Paradentobunus Roewer, 1915
- Paragagrella Roewer, 1912
- Paragagrellina Schenkel, 1963
- Parageaya Mello-Leitão, 1933
- Paraumbogrella Suzuki, 1963
- Paruleptes Soares, 1970
- Pectenobunus Roewer, 1910
- Pergagrella Roewer, 1954
- Pokhara Suzuki, 1970
- Prionostemma Pocock, 1903
- Prodentobunus Roewer, 1923
- Psammogeaya Mello-Leitão, 1946
- Psathyropus L. Koch, 1878
- Pseudarthromerus Karsch, 1892
- Pseudogagrella Redikortsev, 1936
- Pseudomelanopa Suzuki, 1974
- Pseudosystenocentrus Suzuki, 1985
- Romerella Goodnight & Goodnight, 1943
- Sarasinia Roewer, 1913
- Sataria Roewer, 1915
- Scotomenia Thorell, 1889
- Sericicorpus Martens, 1987
- Sinadroma Roewer, 1955
- Syleus Thorell, 1876
- Syngagrella Roewer, 1913
- Systenocentrus Simon, 1886
- Tamboicus Roewer, 1912
- Taperina Roewer, 1953
- Tetraceratobunus Roewer, 1915
- Toragrella Roewer, 1955
- Trachyrhinus Weed, 1892
- Umbogrella Roewer, 1955
- Verpulus Simon, 1901
- Verrucobunus Roewer, 1931
- Xerogrella Martens, 1987
- Zaleptiolus Roewer, 1955
- Zaleptulus Roewer, 1955
- Zaleptus Thorell, 1876
- Pseudoarthromerus Karsch, 1891

- Subfamilia Gyantinae Silhavý, 1946

- Gyas Simon, 1879
- Gyoides Martens, 1982
- Rongsharia Roewer, 1957
- Dalquestia Cokendolpher, 1984
- Diguetinus Roewer, 1912
- Eurybunus Banks, 1893
- Globipes Banks, 1893
- Metopilio Roewer, 1911

- Subfamilia Leiobuninae Banks, 1893

- † Amauropilio Mello-Leitão, 1937 (fossil)
- Cosmobunus Simon, 1879
- Dilophiocara Redikorzev, 1931
- Eumesosoma Cokendolpher, 1980
- Eusclera Roewer, 1910
- Hadrobunus Banks, 1900
- Leiobunum C.L.Koch, 1839
- Leuronychus Banks, 1900
- Microliobunum Roewer, 1912
- Micronelima Schenkel, 1938
- Nelima Roewer, 1910
- Paranelima Caporiacco, 1938
- Schenkeliobunum Starega, 1964
- Togwoteeus Roewer, 1952

- Subfamilia Sclerosomatinae Simon, 1879

- Astrobunus Thorell, 1876
- Granulosoma Martens, 1973
- Homalenotus C.L.Koch, 1839
- Mastobunus Simon, 1879
- Metasclerosoma Roewer, 1912
- Pseudastrobunus Martens, 1973
- Pseudohomalenotus Caporiacco, 1935
- Pygobunus Roewer, 1957
- Umbopilio Roewer, 1956